# Prosper Depredomme
Prosper Depredomme (Thouars, 26 mei 1918 - Anderlecht, 8 november 1997) was een Belgisch wielrenner. Hij was beroepsrenner van 1940 tot 1954. Hij behaalde 33 overwinningen, waaronder twee overwinningen in Luik-Bastenaken-Luik.

## Belangrijkste overwinningen
1942
- GP Westkrediet - Omloop der Vlaamse Bergen

1943
- GP Stad Zottegem

1946
- Luik-Bastenaken-Luik

1950
- Luik-Bastenaken-Luik

## Resultaten in voornaamste wedstrijden
| Jaar | Ronde van Italië | Ronde van Frankrijk | Ronde van Spanje |
| ---- | ---------------- | ------------------- | ---------------- |
| 1941 |                  |                     |                  |
| 1942 |                  |                     |                  |
| 1943 |                  |                     |                  |
| 1945 |                  |                     |                  |
| 1946 |                  |                     |                  |
| 1947 |                  | opgave              |                  |
| 1948 |                  |                     |                  |
| 1949 |                  |                     |                  |
| 1950 |                  |                     |                  |
| 1951 |                  |                     |                  |

| Jaar | Milaan-San Remo | Gent-Wevelgem | Ronde van Vlaanderen | Parijs-Roubaix | Luik-Bast.‑Luik | Parijs-Brussel | Waalse Pijl | Omloop Het Volk |
| ---- | --------------- | ------------- | -------------------- | -------------- | --------------- | -------------- | ----------- | --------------- |
| 1941 |                 |               | 13e                  |                |                 |                |             |                 |
| 1942 |                 |               |                      |                |                 |                | 12e         |                 |
| 1943 |                 |               | 14e                  |                | 8e              |                | 20e         |                 |
| 1945 |                 |               |                      |                | 15e             |                |             | 9e              |
| 1946 |                 |               |                      |                | Goud            |                |             |                 |
| 1947 |                 |               |                      |                |                 |                | 7e          |                 |
| 1948 | 19e             |               |                      |                |                 | 8e             |             |                 |
| 1949 |                 |               |                      |                | 22e             |                |             |                 |
| 1950 | 9e              | 23e           |                      |                | Goud            | 9e             |             |                 |
| 1951 |                 |               |                      | 75e            |                 |                |             |                 |